# Episodi di Squadra Speciale Cobra 11 (ventunesima stagione)
La ventunesima stagione[1] della serie televisiva Squadra Speciale Cobra 11 è stata trasmessa in prima visione sul canale televisivo tedesco RTL dal 1º settembre al 17 novembre 2016 (stagione 40 di RTL) e dal 6 aprile al 18 maggio 2017 (stagione 41 di RTL).
In Italia la prima parte della stagione (episodi nº 1-9, tranne il nº 8) è andata in onda su Rai 2 dal 26 luglio al 30 agosto 2017; gli episodi erano già stati trasmessi in prima visione in lingua italiana da RSI LA1, dal 9 al 18 maggio dello stesso anno. I restanti episodi (compreso il nº 8) sono stati invece trasmessi in prima visione assoluta dall'11 giugno al 16 luglio 2018.
| nº | Titolo originale             | Titolo italiano           | Prima TV Germania | Prima TV Italia |
| -- | ---------------------------- | ------------------------- | ----------------- | --------------- |
| 1  | Die Chefin                   | Venti di guerra           | 1 settembre 2016  | 26 luglio 2017  |
| 2  | Auf den Spuren meines Vaters | Sulle tracce di mio padre | 8 settembre 2016  | 26 luglio 2017  |
| 3  | Phantomcode                  | Codice fantasma           | 15 settembre 2016 | 2 agosto 2017   |
| 4  | König der Diebe              | Sogni ad occhi aperti     | 22 settembre 2016 | 2 agosto 2017   |
| 5  | Liebesgrüße aus Moskau       | Saluti da Mosca           | 29 settembre 2016 | 23 agosto 2017  |
| 6  | Drift                        | Rapina ad alta velocità   | 6 ottobre 2016    | 23 agosto 2017  |
| 7  | Ausgebrannt                  | Intuito contro esperienza | 13 ottobre 2016   | 30 agosto 2017  |
| 8  | Tod ohne Warnung             | Morte senza preavviso     | 20 ottobre 2016   | 11 giugno 2018  |
| 9  | Der Ernst des Lebens         | Il lato serio della vita  | 27 ottobre 2016   | 30 agosto 2017  |
| 10 | Vaterfreuden                 | Paternità                 | 3 novembre 2016   | 11 giugno 2018  |
| 11 | Operation Midas              | Operazione Mida           | 10 novembre 2016  | 18 giugno 2018  |
| 12 | Risiko                       | Risiko                    | 17 novembre 2016  | 18 giugno 2018  |
| 13 | FKK-Alarm für Semir          | Vacanza con sorpresa      | 6 aprile 2017     | 25 giugno 2018  |
| 14 | Atemlose Liebe               | Amore senza respiro       | 13 aprile 2017    | 25 giugno 2018  |
| 15 | Summer & Sharky              | Summer & Sharky           | 20 aprile 2017    | 2 luglio 2018   |
| 16 | Gefangen                     | Dana                      | 27 aprile 2017    | 2 luglio 2018   |
| 17 | Der Königsmörder             | Danni collaterali         | 4 maggio 2017     | 9 luglio 2018   |
| 18 | Das B-Team                   | La squadra B              | 11 maggio 2017    | 9 luglio 2018   |
| 19 | Geister der Vergangenheit    | Fantasmi del passato      | 18 maggio 2017    | 16 luglio 2018  |

## Venti di guerra
- Titolo originale: Die Chefin

### Trama
Semir va fare visita al suo ex capo Anna Engelhardt che ora lavora al Ministero dell'Interno, ma la donna non c'è. È stata internata pochi giorni prima in una clinica psichiatrica perché ha avuto un esaurimento nervoso. Per Semir il tutto ha poco senso, poiché dopo tutti gli anni passati all'autostradale la Engelhardt era abituata allo stress. Il suo istinto gli dice che qualcosa non va. Perciò insieme a Paul vuole farla uscire dalla clinica. I due però vengono scoperti da aggressori armati.

## Sulle tracce di mio padre
- Titolo originale:  Auf den Spuren meines Vaters

### Trama
Il padre di Paul viene rapito da una banda di criminali. Egli dovrà aiutarli grazie alla sua buona conoscenza del luogo a trovare il posto dove sono nascosti dei soldi. Il problema è che la sua memoria a causa della demenza progressiva ha enormi vuoti che riesce a chiudere soltanto con l'aiuto di Paul. Così anche Paul finisce nelle mani dei criminali. Inizia così un gioco rischioso in cui padre e figlio finiscono in pericolo di vita. Riuscirà Semir a salvarli in tempo?

## Codice fantasma
- Titolo originale: Phantomcode

### Trama
Un aereo che è precipitato trasforma l'autostrada in un inferno ardente. I passeggeri sono riusciti a mettersi in salvo in tempo con dei paracadute. Tra di loro si trova anche il blogger Anwar Shahin che viene rapito da ignoti. Temendo che i suoi aguzzini possano tormentarlo, Anwar prende Jenny come ostaggio e fugge. Quando Paul viene a sapere del rapimento di Jenny, farà l'impossibile per trovare la sua collega. Ma i presunti rapitori di Anwar si scoprono essere funzionari della difesa dei principi costituzionali. Mentre Jenny prova a trovare una risposta al perché inseguono il blogger, Paul scopre un grande complotto.

## Sogni ad occhi aperti
- Titolo originale: König der Diebe

### Trama
I fratelli Lisa e Felix sono in grandi difficoltà. I due giovani borseggiatori derubano le persone nelle aree di servizio autostradali, ma questa volta all'improvviso vengono inseguiti da killer professionisti. Felix durante la fuga viene ucciso, ma Lisa riesce a scappare all'ultimo momento. I due a loro insaputa hanno rubato qualcosa di molto prezioso. Per salvare la vita di Lisa, Semir e Paul iniziano a indagare nell'ambiente dei borseggiatori. Ce la metteranno tutta per trovare la ragazzina e proteggerla dai malviventi.

## Saluti da Mosca
- Titolo originale: Liebesgrüße aus Moskau

### Trama
A Semir e Paul manca poco per arrestare lo spacciatore russo Olov Kruppa, ma all'improvviso una donna misteriosa, che si scopre essere sulle tracce dello spietato boss della droga, fa saltare l’arresto. Durante un inseguimento il malvivente riesce a fuggire e Paul e Semir sono costretti a ripartire da zero nelle loro indagini. La donna misteriosa si rivela essere Natalia Miranova, una poliziotta di Mosca che vorrebbe impedire che Kruppa diffonda la sua droga mortale in Germania. Gli ispettori dell’autostradale e la poliziotta russa iniziano quindi ad indagare insieme per cercare di porre fine ai traffici di droga di Kruppa. Ma Natalia custodisce un segreto che potrebbe far degenerare la situazione.

## Rapina ad alta velocità
- Titolo originale: Drift

### Trama
Paul non ha nient'altro in mente che la sua nuova fidanzata Lissy. Non solo arriva sempre in ritardo sul posto di lavoro, ma quando Semir ha bisogno del suo aiuto durante l'inseguimento di un veicolo in fuga, la corsa finisce in una grande esplosione, in cui il conducente della macchina muore. Si scopre che l'uomo era un esperto di furti che faceva parte di una squadra di ex-soldati. Allo stesso tempo, Lissy scopre una sgradevole verità: suo padre, che è scomparso da lungo tempo, faceva parte della banda di ladri. I suoi vecchi compagni vogliono ingaggiarlo per un ultimo lavoro, come autista, e per convincerlo usano sua figlia Lissy come strumento di pressione. Non solo la fiducia di Lissy in suo padre è instabile, ma anche quella di Paul nella sua fidanzata.

## Intuito contro esperienza
- Titolo originale: Ausgebrannt

### Trama
Semir e Paul inseguono Diana Engels, un'indiziata di omicidio. Durante l'arresto Semir e Paul hanno dei dubbi: perché una madre e moglie dovrebbe uccidere un uomo? O forse qualcuno vuole destare i sospetti su di lei? Provano così a indagare sul marito di Diana: scoprono che fa parte di una setta e che come copertura usano una clinica privata per pazienti con esaurimento nervoso. Jenny Dorn s'infiltra nella clinica mentre Semir e Paul scoprono che la setta non ha sottratto solo 20 milioni di euro ai loro membri, ma è anche responsabile di numerosi omicidi e che chiunque tenti di portare alla luce la verità, morirà. Mentre Semir e Paul cercano di salvare la famiglia di Diana dalla setta, viene scoperta la vera identità di Jenny; la ragazza dovrà quindi lottare con la morte.

## Morte senza preavviso
- Titolo originale: Tod ohne Vorwarnung

### Trama
Semir e Paul salvano la giovane madre Nina Bergmann da un cecchino che non esita a uccidere lei e sua figlia Miriam poiché Nina a un congresso ha sentito per caso una conversazione criptata tra due sconosciuti. Per Semir e Paul inizia una corsa contro il tempo. L'unica possibilità di salvare Nina e Miriam, è di scoprire di cosa si trattava la misteriosa conversazione, prima che il cecchino colpisca ancora.

## Il lato serio della vita
- Titolo originale: Die ernste Seite des Lebens

### Trama
Finn finisce in un conflitto di coscienza con i suoi nuovi colleghi: sua sorella minore viene ferita da un'arma da fuoco da spacciatori davanti ai suoi occhi. A quanto pare anche lei spacciava della droga ed era quindi una rivale per altri spacciatori. Mentre viene trasferita all'ospedale, Finn gli trova addosso una busta di pasticche. Al fine di proteggere la sorella, non informa Semir e Paul della sua scoperta e indaga per conto proprio. Un errore fatale, che lo porterà in pericolo di vita.

## Paternità
- Titolo originale: Vaterschaft

### Trama
Un poliziotto in borghese viene ucciso a sangue freddo davanti agli occhi di Semir e Paul. Il colpevole viene smascherato subito: Mike Eckert, un killer professionista che dopo un intervento di polizia sei mesi prima è scappato all'estero. Ma a quanto pare ora è tornato per un'azione di vendetta. Semir e Paul vogliono fermare il killer a tutti i costi. Allo stesso tempo Dana scopre una donna sanguinante in una macchina sconosciuta. Dana crede che la donna sia coinvolta in un crimine, ma nessuno le crede, così inizia a indagare per conto suo. Però non si rende conto che ciò la porterà in pericolo di vita, perché Eckert e la donna misteriosa si conoscono.

## Operazione Mida
- Titolo originale: Operation Midas

### Trama
Paul e Jenny impediscono una consegna di soldi tra banditi in autostrada. Due milioni di euro e un cellulare sono ora in possesso della polizia. E poi succede tutto molto veloce: mentre i due provano a scoprire qualcosa in più sullo scambio, Susanne viene rapita. I rapitori cui leader è Kai Dresen costringono Susanne a rubare il cellulare dal magazzino giudiziario delle prove. Per Susanne inizia un vero e proprio incubo, poiché i rapitori minacciano anche suo figlio. Mentre Paul e Jenny cercano disperatamente Susanne, Dresen e i suoi fanatici collaboratori sono determinati a uccidere pur di raggiungere il loro obiettivo, poiché il contenuto del cellulare, gli permetterà di abbattere le fondamenta della società.

## Risiko
- Titolo originale: Risiko

### Trama
Frank Stolte, il primo collega di Semir, si accusa di aver commesso un reato grave, ma proprio per questo crimine la polizia autostradale da qualche tempo ha già arrestato un altro colpevole. Semir è sconvolto e crede nell'innocenza del suo ex collega. Ma Frank vede nella confessione l'ultima opportunità per tornare a condurre la sua vecchia vita. Ma né Frank né gli ispettori dell'autostradale intuiscono quanto siano pericolosi gli avversari in questa evenienza.

## Vacanze con sorpresa
- Titolo originale: Urlaub mit Überraschung

### Trama
Per le vacanze estive, tanto per cambiare Semir si fa convincere da Andrea ad andare nelle zone dove lei è cresciuta con lei e le figlie. Durante il viaggio, per raggiungere Paul, qualcuno colpisce con la sua auto la scaletta del loro camper e così Semir si lancia all'inseguimento cadendo nel fiume con l'auto e venendo salvato da Paul. Da qui inizia una nuova avventura fatta di divertimento bevute, risate, ma allo stesso tempo di inseguimenti e pericoli...

## Amore senza respiro
- Titolo originale: Atemlose Liebe

### Trama
Una ragazza, che ha sempre vissuto con tranquillità deve ottenere una certa somma entro le 11:00, data l'impossibilità di ottenerli in banca, decide di attaccare un portavalori e di rubarne il contenuto. Semir e Paul iniziano l'inseguimento. La ragazza si è messa in guai più grandi di lei per salvare una persona e per realizzare un desiderio. Alla fine lei stessa verrà rapita. Semir e Paul si troveranno dunque ad inseguire la ragazza per arrestarla, ma anche per salvarle la vita.

## Summer & Sharky
- Titolo originale: Sommer und Sharky

### Trama
Sull'autostrada Semir e Paul salvano una giovane donna di nome Summer da una rapina. Non scoprono solo che Summer è l'ex ragazza di Paul ma anche che è la figlia della procuratrice Schrankmann, che però Paul stesso non sapeva. Come se tutto questo non fosse già abbastanza, si viene a sapere che la giovane ragazza è stata usata dal suo nuovo ragazzo come corriere della droga.

## Dana
- Titolo originale: Dana

### Trama
Questa volta è Semir stesso la vittima. Durante una visita in un bar con la figlia Dana, i due insieme a tutti i presenti diventano ostaggi di una rapina. Per sua sfortuna, Semir riconosce il capo della banda criminale e ciò lo porterà a rischiare la vita. Tocca a Dana salvare gli ostaggi e il padre. Nel frattempo, Paul e Jenny pensano a un piano per portare a termine questa faccenda. Ma il piano è molto pericoloso, perché se gli ostaggi non collaborano, Semir potrebbe morire.

## Danni collaterali
- Titolo originale: Kollateralschaden

### Trama
Sono in arrivo le elezioni del nuovo sindaco. Il preferito da tutti, Martin Dorn, il padre di Jenny, riesce a scampare per un pelo a un'autobomba. Insieme a Jenny Semir e Paul iniziano le indagini. Ma quello che la polizia scopre potrebbe non piacere a Jenny e suo padre: Martin nasconde un oscuro segreto che ora potrebbe costargli la vita...

## La squadra B
- Titolo originale: Mannschaft B

### Trama
Un'apparente indagine di routine finisce improvvisamente per Semir e Paul in un rapimento drammatico, con i due poliziotti come ostaggio. Poiché Kim Krüger è in vacanza, spetta a Jenny coordinare il distretto. Il caso mette la squadra in grandi difficoltà e una frenetica ricerca per salvare i loro due colleghi inizia. Jenny spesso finisce sotto pressione, infine si tratta della vita di Semir e Paul. Il fatto che Jenny e Paul negli ultimi tempi si sono avvicinati, non rende le cose più facili. Dopo un fallito tentativo di salvataggio la procuratrice Schrankmann sospende dal servizio Jenny e prende lei stessa in mano l'indagine. La speranza di salvare Semir e Paul sembra allontanarsi sempre di più. Ma così velocemente Jenny e la sua squadra non mollano. Troveranno Semir e Paul, qualunque sia il prezzo da pagare.

## Fantasmi del passato
- Titolo originale: Gespenster der Vergangenheit

### Trama
Mike e Lena, due ladri di benzinai, inseguono un uomo e cercano di farlo uscire di strada. Solo grazie a Semir e Paul l'uomo si salva. Tuttavia, Paul nell'operazione di soccorso viene ferito e quindi Semir deve indagare da solo. E proprio ora Sophie Schubert, una collega della procuratrice Schrankmann, tiene il poliziotto sotto osservazione, poiché essa si è specializzata in furti avvenuti nei distributori di benzina. Con Finn al suo fianco Semir riesce finalmente a individuare Mike e Lena. Ma poi scopre che i due non sono solo colpevoli, ma addirittura vittime.